# Son Orlandis
Son Orlandis, també conegut amb el nom de Castell de Son Orlandis, és una possessió fortificada situada al municipi d'Andratx, a Mallorca, concretament a prop de la carretera entre Andratx i el Port d'Andratx. A finals del segle XX fou restaurada totalment.

## Etimologia i situació
Aquesta possessió estava inclosa originàriament dins l'alqueria dita El Port, sense que en cap document consti que tingués nom àrab, denominació que conservaria entre els segles XIV-XVI. Es tractava de l'alqueria més gran de totes les del terme, ja que els seus límits anaven des de Son Esteve i el torrent del Saluet fins a la mar i des de sa Cova Rotja fins al Camp de Mar. El predi de Son Orlandis no és més que una petita part de dita alqueria El Port.

## Història
El bisbe Berenguer de Palou l'establí l'any 1234 a Berenguer Ferrer, exceptuant el tros de la Mola, el qual li seria unit més endavant. Berenguer Ferrer, per escriptura atorgada en poder del notari Dalmau Morante, dividia l'octubre de 1278 l'alqueria El Port en dues parts a una a favor del seu germà Pere Ferrer i l'altre pel seu nebot, fill de Pere, Bernat Ferrer. A Pere Ferrer li tocà la part avui anomenada Son Orlandis i al seu fill Bernat la part que confrontava amb la Mola i el mar. Després de 50 anys d'enfrontaments entre la Universitat de Mallorca i la Mensa Episcopal de Barcelona sobre qui havia de posseir La Mola, l'abril de 1288 Hug de Carmona, canonge arxidiaconat del Bisbat de Barcelona, cedí dita finca a Bernat Ferrer que uní a la que ja posseïa de El Port, formant així una sola d'extraordinària extensió. Aquest mateix any es disgregaria de la propietat el rafal del Coll de Boix i abans ho havia fet el rafal de Son Vic situat entre Son Esteve i el futur Son Orlandis.
De la família Ferrer El Port passà íntegrament als germans Guillem, Jaume i Arnau Porcell. Les desavinences familiars feren que els germans cedissin els drets, així com els deutes, al seu pare Guillem. Les tèrboles relacions entre pare i fills motivaren el primer, cap a l'any 1351 a lliurar la possessió com a dot quan la seva filla Maria es casà amb Jaume Basset, de la Palomera. Maria Porcell es casà en segones núpcies amb Guillem Palmer, un seu fill major també anomenat Guillem la va capbrevar l'any 1401. Les següents notícies de l'alqueria són cinquanta anys més tard, el 1451, quan fou traspassada a la família Flexas. Els propietaris Jaume Flexas i la seva dona Pereta la capbrevaren l'any 1531 assenyalant-se per llindars: per una part el rafal de Pere Vic (Son Vic), per l'altra la de Perico Alemany, Son Jordi Moner la dels Ensenyats (Can Joan Pera) i la mar. A la mort de Jaume Flexas aquesta alqueria passà, dividida en dues parts, als seus fills Pere i Bernat Flexas, tocant a Pere la part de Son Orlandis, llavors anomenada La Torre, i a Bernat la part que confrontava amb la mar.
En aquesta època entrà en escena la família Orlandis. Un branca important d'aquesta família de nobles oriünds de Pisa, posseïdora també de béns a Nàpols i a Sicília, s'establí a Ciutat a mitjans del segle xv amb la seva casa pairal al capdamunt del Born. Arran d'aquí i durant bona part del segle xvi, aprofitant un procés de fragmentació i segregació de les terres de conreu a molts indrets de l'illa, posaren de manifest l'ànsia d'engrandir les seves possessions amb l'adquisició, de manera il·legal o poc ètica, de terrenys dins el terme d'Andratx. La seva condició estamental afegida al fet de ser notaris, perfectes coneixedors de la llei i altres maneres de conduir els plets de manera que els afavorissin, feu senzill dur a terme l'expansió a l'hora de fer les adquisicions, de manera especial pel que fa a la legalitat. Manipular les diferents clàusules de la llei per un notari no era complicat, sobretot davant gen que tot just sabria llegir i escriure.
El dia 17 de novembre de l'any 1541 Pere Orlandis, fill de Jeroni Orlandis, aleshores notari de la Cúria del Pariatge, va adquirir pel preu de 20 lliures a Pere Palmer i a la seva muller Antònia unes terres conegudes amb el nom de Son Bosch o el Rafal de l'Aigua, que formaven part de l'antiga alqueria islàmica de Gotmar. La importància que d'aquesta adquisició radicava en el control de l'aigua que li donava avantatges sobre els veïns. Però prest es va demostrar que aquesta compra era una inversió i no cercava augmentar el patrimoni immobiliari, ja que a l'octubre de 1542 cedí novament la possessió en establiment a Jaume Palmer a canvi d'un cens anual de 2 quarteres de blat per any o bé per l'equivalent, en cas de mancança per mala anyada, a 10 lliures per quartera. L'any 1543 continuà la seva política d'adquisicions comprant a Pere Palmer i la seva esposa Joana l'extensa alqueria de Puig Almostem, al terme de s'Arracó, per tornar a establir la possessió al mateix propietari a canvi d'un cens de 2 quarteres de blat. A l'abril del mateix any adquirí el rafal Vadell a Magdalena, viuda de Bartomeu Perpinyà, per 20 lliures i li torna a establir a cens de 2 quarteres de blat.
Prova del poder i la posició dels Orlandis és que al pagament del morabatí de 1545, un impost destinat a nodrir les arques reials que es recaptava cada 7 anys i en el que s'havia d'abonar 7 sous per cap de casa, on aquesta família queda exempta. Al març de l'any 1549 continua la seva política comprant pel preu de 25 lliures a Baltasar Alemany el rafal anomenat Son Fuster, dins el terme de s'Arracó, i l'establí a l'antic propietari a un cens de 2 qurteres i 3 barcelles de blat. Aquesta pràctica d'especulació, consistent a establir unes terres a canvi d'un cens o d'unes quantitats concretades i prèviament establertes, feta pels Orlandis era molt freqüent a Mallorca i ja havia estat promoguda pel rei Jaume I arribant fins al segle xvi i fent-se molt comú en èpoques de carestia.
El 25 de gener de 1567 Jaume Flexas, fill de Pere Flexas, i la seva dona Antònia venien l'alqueria de La Torre a Pere Orlandis per 2900 lliures, amb escriptura que s'atorga a la Cúria del Pariatge. D'aquesta forma la possessió va adoptar el nom de la família propietari i s'anomenà Son Orlandis. Aquesta possessió rebia aigua de la Font de s'Estret des de 1322. El 1570 comprà a Jaume Palmer les seves propietats del Rafal de l'Aigua, que comprenien So Na Sampola, Son Garau, Son Torres i Son Bosch. L'any 1576 el rei Felip II concedia real privilegi d'exempció de delme durant 15 anys si es plantava vinya nova i encara que les terres de conreu no fossin les més adients, alliberar-se de la feixuga càrrega del delme fou el motiu pel qual, entre els anys 1586 i 1591 Pere Orlandis declarés haver plantat vinyes a les seves possessions andritxoles en dues partions per una extensió de 2 quarterades i un quartó cadascuna. L'any 1578 la possessió estava valorada en 5500 lliures i Pere Orlandis tenia a més unes terres valorades en 1000 lliures. Al maig de l'any 1583 Jeroni Orlandis, fill de Pere Orlandis signà davant la Cúria Major del Pariatge un document on adquiria a Bernat Flexas 4 quarterades de terra de So Na Rapassa, dins la possessió El Port.
El 1587 Pere Orlandis mogué un plet contra el Consell del Pariatge per entendre que no havia de pagar el "rediezmo" per contribuir a les despeses ocasionades per la revolta de la Germania. Pere argumentà que no era veí només era propietari però el Consell no acceptà els seus arguments. Així finalment aconseguí signar un conveni avantatjós pagant un cens anual d'11 lliures que el 1588 rebaixà amb altre conveni. Aquest mateix any sostingué i guanyà altre plet contra la família Pujol de la possessió Espasera i contra Guillem Flexes de Son Vic per oposar-se a que els seus carros passessin per les seves propietats a cercar aigua d'un pou. També el 1588 Jeroni Orlandis sostingué i guanyà un litigi amb el propietari de Son Jordi Moner pels drets a fer ús de la tafona de Son Orlandis. Altra plet contra Macià Ensenyat propietari dels terrenys de l'Almudaina, situada al nord del Port i dita avui Can Joan Pere, que guanyà 25 anys més tard, li permeté a Jeroni Orlandis ampliar la propietat amb una extensió igual a la de Son Orlandis. L'any 1589 Pere Orlandis denuncià davant el batle Antoni Alemany que a les seves possessions del Rafal de l'Aigua i Son Orlandis entrava gent a tallar llenya i també animals que feien malbé els sembrats. Aquest any Jeroni Orlandis declarava tenir 4 quarterades de terra dins de l'alqueria El Port de Pere Flexas. El 1592 Pere Orlandis testà a favor del seu fil Jeroni i es realitzà un inventari de la possessió. El 1595 Jeroni perdé un plet amb el canonge d'Andratx, Pere Ensenyat i Simó, propietari del rafal Bordoi.
El 8 d'abril de 1599 Felip III volia conquerir Alger i acceptà la proposta de l'alferes d'infanteria Francesc Orlandis per reclutar homes per a la campanya. Amb el suport del capità general de Mallorca, Ferran de Zanoguera, el recentment nomenat capità va reclutar a facinerosos i bandoleres d'Andratx i de tota l'illa. El 1601 partiren cap a Alger amb el seu germà Pelegrí Orlandis com a representant de la família. L'any següent la possessió de Son Orlandis fou el lloc escollit per a mantenir converses amb l'aliat Sidi Alli Benamar que reclamava la corona algerina, on Pere Orlandis actuà com a ambaixador del rei.
El 1621 l'explotació es dedicava a olivars i conreu de cereals i tenia una guarda de 100 ovelles. Si el segle xvi es caracteritzà pels continus plets sobre diverses propietats andritxoles, el segle xvii es desenvolupà per una política d'apropament a les autoritats i d'augment del patrimoni familiar amb noves adquisicions. El 1631 Jeroni Orlandis comprà a Joan Jofre les terres de Son Llarg que li permeteren unir la seva possessió amb els terres adquirit de l'Almudaina. Un any més tard adquirí la meitat de la possessió de Morella, amb de l'hort dit de s'Estret i el que avui s'anomena Son Alegre, a Maties Flexas. També comprà 5 quarterades de terreny de pertinences del predi de Son Jordi Moner. Totes aquestes compres afavoriren la formació d'una de les finques de més valor i importància d'Andratx.
Jordi Orlandis i Andreu, fill de Jeroni, fou capità de guerra de la vila d'Andratx durant la incursió piràtica del 9 de juny de 1643. El capturaren els moros comanats per Pichilii va haver de ser rescatat per la quantitat de 1500 pesos. El 1663 Jordi Orlandis com a propietari feu testament a favor de la seva dona Unissa Anglada i al seu fill Jordi Orlandis. Després de la seva mort el 1671 Jordi Orlandis, fill, heretà la possessió. L'any 1685 era del seu fill Pere Orlandis, casat amb Clara Ballester, i després al seu fill Francesc Orlandis. El 1693 testava en favor de la seva dona Beatriu Orlandis i del seu fill Pere Orlandis. A finals de segle la possessió de Son Orlandis estava valorada en 9300 lliures i tenia 300 ovelles, 11 porcs i altre bestiar. Estava dedicada a olivars, garroverars, vinyes i conreu de cereals, sobretot blat, i lleguminoses. Hi havia un hort dedicat a fruiters i hortalisses.
Al llarg del segle xviii la possessió anà perdent importància per les deutes dels seus propietaris que hagueren de vendre de mica en mica part de les terres. Encara que s'intentà recuperar el conreu i es plantaren noves vinyes els resultats no foren bons i augmentaren la crisi de la propietat. La possessió fou progressivament abandonada el que provoca fins i tot que les cases i la torre estiguessin en ruïna. Finalment a mitjan segle xix Pere Orlandis va dividir les terres en petites porcions cedint-les en alou a diferents veïnats d'Andratx. A la relació de les possessions més importants del terme feta per l'Arxiduc Lluís Salvador ja no apareix Son Orlandis però si que ens ha arribat aquesta descripció: "La casa de possessió de Son Orlandis és envoltada de moltes figueres de moro. Té una antiga torre amb espitlleres i una entrada de volta esquifada o d'aljub amb un antic escut d'armes a la part exterior. El gran mas exhibeix una parra alta robusta i una petita escala exterior. La finca està en emfiteusi i fins i tot la casa pertany ara a diversos propietaris. Té potser la millor situació de tota la rodalia d'Andratx. Hom es troba aquí davant la vall del torrent que s'allonga amunt en direcció a S'Arracó i domina amb la vista la vall que s'obre plana cap al port, així com la població d'Andratx, coronada per la mola de s'Esclop". A principis del segle XX la torre ja s'havia esfondrat i les cases estaven gairebé abandonades. Passat la Guerra Civil les terres i les cases de Son Orlandis foren abandonades i no fou fins a la dècada dels anys 90 amb la compra per part d'un milionari suís que la possessió fou restaurada.

## Descripció de les cases
Pel que fa a les cases de Son Orlandis s'ha de dir que estaven situades a un pendent del Puig se Son Orlandis, que Baltasar Porcel va descriure com la "muntanya de la tortuga". Alhora de fer la seva compra els Orlandis valoraren el caràcter defensiu de la construcció en forma de castell, molt similar a Son Fortuny, però també les bones comunicacions, la seva extensió i la seva proximitat a la zona del Port d'Andratx.
Per mor que la possessió va estar abandonada gairebé un segle i que els propietaris actuals varen modificar l'estructura interior de la possessió i que no han permès als estudiosos fer una descripció del conjunt, s'han de fer servir els inventaris fets pels seus propietaris al segle xvii per poder saber com era Son Orlandis amb la distribució interior de la torre i la casa dels senyors així com la casa dels amos i altres dependències. Es documenta que sota la propietat de la família Orlandis el casal fou objecte d'una gran reforma al segle xvii, dotant-lo d'un caràcter senyorial i reforçant-ne els elements defensius contra els atacs corsaris i piràtics, destacant la construcció d'una murada que envoltava tot el conjunt.
El primer element que hi destaca és la torre rectangular, la més gran del municipi, que va ser construïda abans del segle xv. La torre, element que ja es feia servir per denominar a l'alqueria abans del segle xvi, és la part menys vulnerable del conjunt, la més robusta i estava dotada d'elements arquitectònics de caràcter defensiu. Està formada per tres pisos amb terrassa a la part superior. La seva façana presenta elements de caràcter defensiu com espitlleres i matacans que defensaven els portals d'accés a la clastra. Amb tota probabilitat l'accés a la torre es feia pel primer pis de l'edifici principal a través d'un pas llevadís a la planta baixa de la torre es trobava. A l'interior la distribució era la següent: a la planta baixa una cambra on es guardaven els estris agrícoles que s'anomenava "cambra del blat"; al primer pis se situava la cambra del senyor i es guardaven els objectes més valuosos com ja passava en altres possessions fortificades existents al terme d'Andratx i a la resta de l'illa; i també es guardava un gran arsenal d'armes i pólvora degut a la proximitat a la costa de la possessió que sovint va patir les incursions piràtiques que assolaren Andratx durant l'època moderna.
Als inventari de 1685 i de 1693 s'informa que a l'edifici de la casa dels senyors es trobava a la planta baixa una cambra apel·lada "cambra de la mar", un gran menjador i al costat la cuina. A la primera planta es trobaven les dependències ocupades pel senyors que donaven accés pel pont llevadís a la cambra de la torre i que comptaven amb una gran sala i cambres per als seus ocupants. A les cases també hi havia dos crons per avisar de la presència del naus enemigues al Port. A més la possessió comptava amb una capella dedicada a Nostra Senyora de la Concepció que fou edificada durant aquest segle. També hi havia una tafona, ja documentada el 1621, i una "botiga d'oli" on estaven els safareigs i un celler; com ja s'ha esmentat l'olivar i la vinya eren de les principals produccions de l'explotació. Altres construccions eren la casa dels amos, els estables i un corral pels porcs. A finals del segle xvii al celler i a la tafona s'havien fet reformes importants.
A part de les cases la possessió comptava amb un molí de sang documentat ja al segle xvii que estava situat al Puig de Son Orlandis. Després de l'abandó que patí la propietat a partir del segle xix, el 1935, a iniciativa de mossèn Pere Suasi de la parròquia d'Andratx, es va començà a construir un oratori dedicat a la Mare de Déu, d'estil neoromànic, sobre l'antic molí de la possessió. S'hi va portar una imatge de la Mare de Déu realitzada en el segle xviii i va ser decorat amb escenes religioses pintades sobre rajoles valencianes, realitzades cap al 1950 pel pintor Luis Derqui. Fins fa pocs anys aquesta ermita era visitada en romeria al mes de maig pels andritxols.
Una part de la torre de defensa s'enfonsà a la dècada dels vuitanta i no fou fins a la compra de la nova propietat que es restauraren les cases i la torre, concretament entre 1990-1993, conservant la traça i fesomia de les grans possessions.